# Governatore del Queensland
Il governatore del Queensland è il rappresentante per lo Stato australiano del Queensland del capo di stato Elisabetta II, regina dell'Australia.

## Storia
La carica di governatore del Queensland venne istituita nel 1859.
In accordo con il sistema Westminster di governo parlamentare, il governatore agisce solo su Consiglio del primo ministro.

## Elenco dei governatori del Queensland
| N° | Governatore (nascita–morte)          | Ritratto | Nazione di nascita     | Inizio incarico  | Fine incarico     | Periodo             |
| -- | ------------------------------------ | -------- | ---------------------- | ---------------- | ----------------- | ------------------- |
| 1  | George Bowen (1821–1899)             |          | Regno Unito            | 10 dicembre 1859 | 4 gennaio 1868    | 8 anni, 25 giorni   |
| 2  | Samuel Blackall (1809–1871)          |          | Regno Unito            | 14 agosto 1868   | 2 gennaio 1871    | 2 anni, 141 giorni  |
| 3  | George Phipps (1819–1890)            |          | Regno Unito            | 12 agosto 1871   | 12 novembre 1874  | 3 anni, 92 giorni   |
| 4  | William Cairns (1828–1888)           |          | Regno Unito            | 23 gennaio 1875  | 14 marzo 1877     | 2 anni, 50 giorni   |
| 5  | Arthur Kennedy (1809–1883)           |          | Regno Unito            | 20 luglio 1877   | 2 maggio 1883     | 5 anni, 286 giorni  |
| 6  | Anthony Musgrave (1828–1888)         |          | Regno Unito            | 6 novembre 1883  | 9 ottobre 1888    | 4 anni, 338 giorni  |
| 7  | Henry Norman (1826–1904)             |          | Regno Unito            | 1 maggio 1889    | 31 dicembre 1895  | 6 anni, 244 giorni  |
| 8  | Charles Cochrane-Baillie (1860–1940) |          | Regno Unito            | 9 aprile 1896    | 19 dicembre 1901  | 5 anni, 254 giorni  |
| 9  | Herbert Chermside (1850–1929)        |          | Regno Unito            | 24 marzo 1902    | 10 ottobre 1904   | 2 anni, 200 giorni  |
| 10 | Frederic Thesiger (1868–1933)        |          | Regno Unito            | 30 novembre 1905 | 26 maggio 1909    | 3 anni, 177 giorni  |
| 11 | William MacGregor (1846–1919)        |          | Regno Unito            | 2 dicembre 1909  | 16 luglio 1914    | 4 anni, 226 giorni  |
| 12 | Hamilton Goold-Adams (1858–1920)     |          | Regno Unito            | 15 marzo 1915    | 3 febbraio 1920   | 4 anni, 325 giorni  |
| 13 | Matthew Nathan (1862–1939)           |          | Regno Unito            | 3 dicembre 1920  | 17 settembre 1925 | 4 anni, 288 giorni  |
| 14 | John Goodwin (1871–1960)             |          | Ceylon britannico      | 13 luglio 1927   | 7 aprile 1932     | 4 anni, 299 giorni  |
| 15 | Leslie Wilson (1876–1955)            |          | Regno Unito            | 13 giugno 1932   | 23 aprile 1946    | 13 anni, 314 giorni |
| 16 | John Lavarack (1885–1957)            |          | Colonia del Queensland | 1 ottobre 1946   | 4 dicembre 1957   | 11 anni, 64 giorni  |
| 17 | Henry Abel Smith (1900–1993)         |          | Regno Unito            | 18 marzo 1958    | 18 marzo 1966     | 8 anni              |
| 18 | Alan Mansfield (1902–1980)           |          | Australia              | 21 marzo 1966    | 21 marzo 1972     | 6 anni              |
| 19 | Colin Hannah (1914–1978)             |          | Australia              | 21 marzo 1972    | 20 marzo 1977     | 5 anni, 213 giorni  |
| 20 | James Ramsay (1916–1986)             |          | Australia              | 22 aprile 1977   | 21 luglio 1985    | 8 anni, 90 giorni   |
| 21 | Walter Campbell (1921–2004)          |          | Australia              | 22 luglio 1985   | 29 luglio 1992    | 7 anni, 7 giorni    |
| 22 | Leneen Forde (1935–vivente)          |          | Canada                 | 29 luglio 1992   | 29 luglio 1997    | 5 anni              |
| 23 | Peter Arnison (1940–vivente)         |          | Australia              | 29 luglio 1997   | 29 luglio 2003    | 6 anni              |
| 24 | Quentin Bryce (1942–vivente)         |          | Australia              | 29 luglio 2003   | 29 luglio 2008    | 5 anni              |
| 25 | Penelope Wensley (1946–vivente)      |          | Australia              | 29 luglio 2008   | 29 luglio 2014    | 6 anni              |
| 26 | Paul de Jersey (1948–vivente)        |          | Australia              | 29 luglio 2014   | In carica         |                     |